# Charles Guillart
Pour les articles homonymes, voir Guillart.
Charles Guillart, mort le 22 février 1573 à Paris, est un prélat français du XVIe siècle. Il est fils d'André Guillart, seigneur de l'Épichellière, maître des requêtes ordinaires de l'hôtel, et de Marie de la Croix, et neveu de l'évêque Louis Guillart.

## Biographie
Charles est chanoine à Chartres et est fait évêque de Chartres le 2 octobre 1553, lors de la résignation de son oncle Louis.
Deux prêtres, les curés de Varize et de Mézières-en-Drouais propagent le calvinisme dans le diocèse et Charles Guillard est soupçonné d'être partisan de cette nouvelle doctrine. Le 7 avril 1563 Pie IV émet une bulle pontificale adressée aux cardinaux, inquisiteurs généraux de l'Église romaine, par laquelle il leur permet de procéder contre ceux qui favorisaient les calvinistes. Les inquisiteurs du pape citent quelques évêques français qui ont déjà montré diverses tendances à l'hérésie, notamment Charles Guillard, évêque de Chartres.
Clutin d'Oisel agit auprès du pape et obtient la discontinuation des procédures commencées contre les évêques. Quelques-uns des évêques cités par les cardinaux inquisiteurs s'empressèrent de faire parvenir à la cour de Rome une profession de foi orthodoxe, mais Charles Guillard persiste dans la doctrine calviniste. En 1566, il laisse Renée de France, duchesse de Chartres, implanter dans la grande salle du palais épiscopal, un prêche où le curé de Mézières remplit les fonctions de ministre. Il est contraint de se démettre de son évêché le 11 décembre 1566 et se retire à Paris. Son successeur Nicolas de Thou ne sera nommé que 7 ans plus tard en 1573. 
Charles Guillard avait été pourvu en commende en 1561 de l'abbaye des Vaux-de-Cernay, et, peu après, les calvinistes dévastent ce monastère. Au lieu de venir en aide aux religieux, Guillart les presse et vend leurs biens. Abbé de l'Épau, au diocèse du Mans, il afferme en 1567 les revenus de cette abbaye. En 1572 Charles Guillard amène à Chartres un religieux des Vaux de Cernay dont il était abbé commendataire, et le fait prêcher dans la cathédrale. Ce cistercien ayant, dans son sermon, avancé quelques propositions suspectes, il s'élève dans l'auditoire une très grande rumeur. Apprenant ensuite que l'irritation du peuple augmente, Charles Guillard monte dans son carrosse et part avec le moine. Cette action fâcheuse le détermine à ne plus venir à Chartres.
Il meurt le 22 février 1573. Il est enterré dans l'église de Villeneuve-sous-Dammartin (Seine-et-Marne), sa tombe comportant une inscription rapportée par E. de Lépinois et L. Merlet en 1860. 